# Elaine Hammerstein

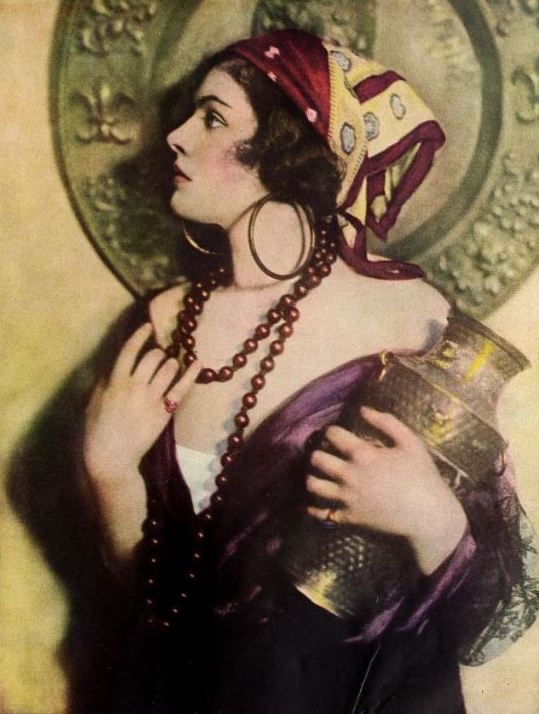
Hammerstein în magazinul Shadowland (septembrie 1919)

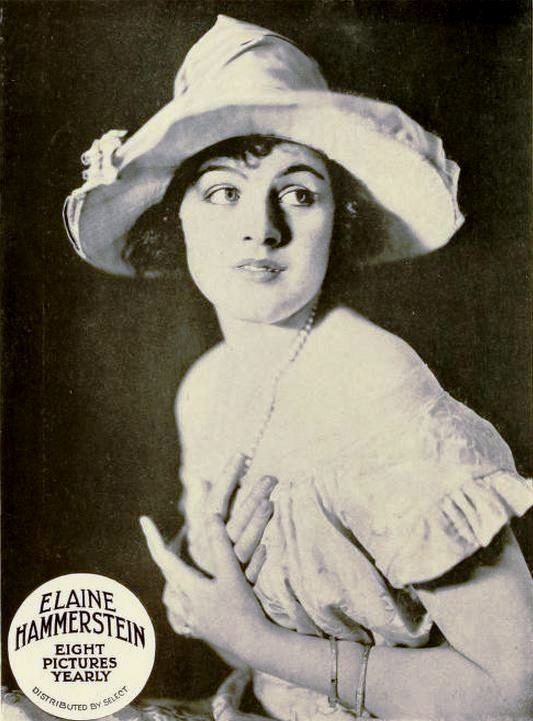
Elaine Hammerstein - ianuarie 1919

Elaine Hammerstein (n. 16 iunie 1897, Philadelphia, Pennsylvania — d.13 august 1948, Tijuana, Mexic) a fost o actriă americană, care a avut la începutul anilor 1920, un oarecare succes în filmul mut.

## Filmografie (selectivă)
- 1926: Ladies of Leisure
- 1925: Paint and Powder
- 1925: Parisian Nights
- 1924: One Glorious Night
- 1924: S.O.S. Perils of the Sea
- 1923: The Drums of Jeapardy
- 1922: One Week of Love
- 1921: Handcuffs or Kisses
- 1921: The Way of a Maid
- 1920: Greater than Fame
- 1920: The Woman Game
- 1918: The Argyle Case
- 1915: The Moonstone
- 1915: Beatrice Fairfax